# Burpee
Als Burpee wird eine sportliche Übung zum Ganzkörpertraining bezeichnet. Der Burpee kombiniert mehrere Fitnessübungen zu einer flüssigen Bewegung. Er ist eine Mischung aus Kniebeuge, Liegestütz und Strecksprung mit Händen hinter dem Kopf.

## Geschichte
Die Übung ist nach dem amerikanischen Physiologen Royal Huddleston Burpee benannt, der im Jahr 1939 den Burpee Test entwickelte, einen einfachen „Fitnesstest für jedermann“. In diesem ursprünglichen Burpee Test waren die Elemente Liegestütz und Strecksprung noch nicht enthalten, stattdessen bestand die Übung in folgendem Bewegungsablauf: Stand – Hände auf den Boden – Sprung in die Ausgangsposition eines Liegestützes – Rücksprung in die vorige Position – Aufrichten (siehe Video rechts).
1942 übernahm die US-Army die Übung als Teil ihres Fitnesstests. Fit galt ein Soldat erst dann, wenn er 40–50 Wiederholungen der Übung in Folge machen konnte, ohne dabei eine Pause einzulegen. Das genaue Fitnesslevel wurde anhand der Anzahl der Burpees in 20 Sekunden bestimmt. Dies bedeutet konkret:
- 8 Burpees: schlecht
- 10 Burpees: mittelmäßig
- 12 Burpees: gut
- 13 oder mehr: hervorragend[4]

1946 verlängerte die Army die Dauer der Übung auf eine Minute. Die Bewertung „schlecht“ galt nun bei weniger als 27 Burpees, die Bewertung „hervorragend“ bei 41 Burpees oder mehr.
Am 16./17. Mai 2014 stellte der Triathlet Cameron Dorn zwei Weltrekorde in der Variante mit einem abschließenden Sprung auf: 5.657 Burpees in 12 Stunden (das entspricht fast 8 Burpees in einer Minute) und 10.105 Burpees in 24 Stunden. Sein Ziel war gewesen, 10.000 Burpees in 24 Stunden zu schaffen. Das Video zeigt, dass Dorn keine Liegestütze macht und die Sprünge energiesparend ausführt.
Am 21. Oktober 2013 hatte Lloyd Weema in Portland (Oregon) einen Weltrekord in der „vollständigen“ Variante erzielt: 9.480 Burpees in 72 Stunden. Die Liegestütze gingen dabei bis zur Bodenberührung der Brust, beim Strecksprung wurden die Arme ganz nach oben geführt (Händeklatschen über dem Kopf).
Am 6. März 2021 gelang dem kanadischen Fitnesstrainer Nick Anapolsky mit 879 Burpees in einer Stunde der Weltrekord in der Chest-to-Ground-Variante, worin der Oberkörper zusätzlich flach auf den Boden abgelegt werden muss.

## Varianten
Erweiterungen der Übung sind zum Beispiel die Burpee Frogs (Sprung nach vorne) und die Burpee High Jumps (beim Strecksprung die Knie nach oben). Der kanadische Fitnesstrainer Mark „Funk“ Roberts hat ein Video mit 44 verschiedenen Burpees veröffentlicht. Außerdem bietet er das Programm 50 Shades of Burpees mit mehr als 200 Variationen an.

## Hinweise zur Ausführung
- Ein häufiger Fehler besteht darin, dass die Oberkörperspannung in Liegestützposition nicht gehalten wird (der Rücken hängt durch).
- Bei der heute üblichen Variante mit Strecksprung sollte der Sprung nicht nur angedeutet werden. Die Brust soll beim Liegestütz den Boden berühren.
- Beim Strecksprung sollten die Arme angehoben werden, möglichst die Ellenbogen bis über den Kopf, damit die entsprechenden Muskelgruppen im Schulter- und Armbereich trainiert werden.
- Hohe Wiederholungsraten werden wegen der Gefahr, Teile des Bewegungsapparates bei nachlassender Körperspannung zu überlasten, nur sportlich fortgeschrittenen Personen empfohlen.